# Zerstörer 1945
Als Zerstörer 1945 wurde in der Kriegsmarine ein Entwurf für einen hochseetauglichen Zerstörer bezeichnet.

## Allgemeines
Der Entwurf des Zerstörer 1945 basierte auf bzw. ersetzte die nicht realisierten Entwürfe für die Zerstörer 1936 D und 1936 E, bei welchen die Konstruktionsunterlagen in Folge von Bombentreffern verloren gingen.
Besonderes Merkmal des Entwurfes waren die Rückkehr zum Antrieb mit Dampfturbinen, nachdem für die vorigen Entwürfe (wie zum Beispiel der Zerstörer 1942) noch Dieselmotoren vorgesehen waren. Wegen der zunehmenden Gefahr durch Luftangriffe lag ein Schwerpunkt auf der Verbesserung der Flugabwehr. Das Ende des Zweiten Weltkrieges verhinderte die Realisierung des Projektes; kein Zerstörer des Typs wurde noch auf Kiel gelegt.

## Technische Beschreibung

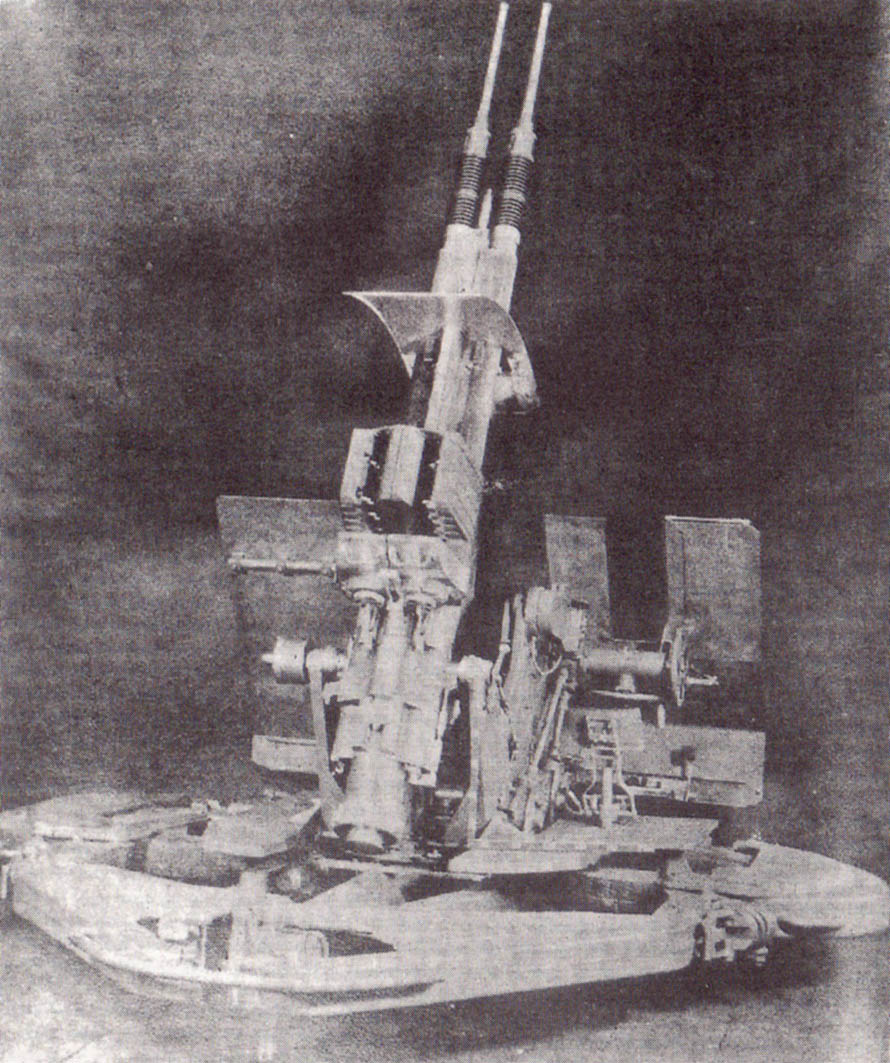
3-cm-Flak M44

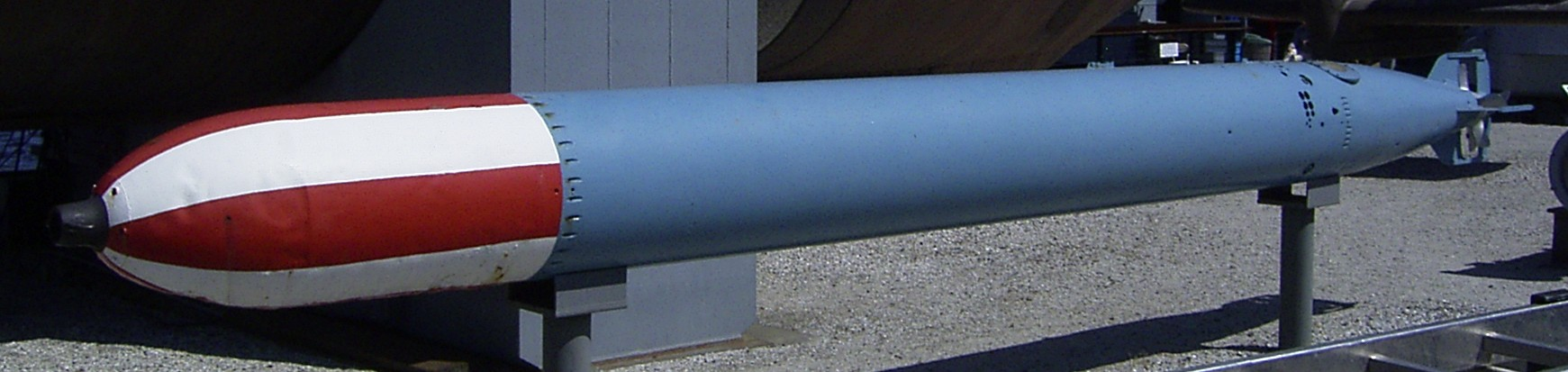
Torpedo des Typs G7a, hier als Übungstorpedo

### Rumpf
Der Rumpf eines Zerstörers 1945, unterteilt in 16 wasserdichte Abteilungen, vollständig geschweißt und aus Schiffbaustahl ST 52 ausgeführt, hätte eine Länge über alles von 125,5 m, eine maximale Breite von 11,8 m und einen maximalen Tiefgang von 3,88 m besessen. Die geplante Standardverdrängung sollte sich auf 2.637 ts und die Einsatzverdrängung auf 3.700 ts belaufen.

### Antrieb
Der Antrieb sollte aus vier Dampferzeugern – Wagner-Deschimag-Heißdampf-Kesseln – und zwei Getriebeturbinensätzen bestehen mit denen eine Gesamtleistung von 80.000 PS (58,840 kW) erreicht werden könnte. Diese hätten ihre Leistung an zwei Wellen mit je einer dreiflügeligen 3,25 Meter durchmessenden Schraube abgegeben. Die Höchstgeschwindigkeit hätte 37 Knoten (69 km/h) betragen und es sollten 800 Tonnen Kraftstoff (Schweröl) gebunkert werden können, was zu einer maximalen Fahrstrecke von 3.600 Seemeilen (6.667 km) bei 19 Knoten führen sollte.

### Bewaffnung

#### Artillerie
Als Hauptbewaffnung waren acht 12,7-cm-KM41-Geschütze mit Kaliberlänge 45 in vier Doppeltürmen vorgesehen. Diese Geschütze sollten in Bootsmittellinie, je ein Paar vor bzw. auf dem Brückenaufbau und hinter bzw. auf dem achteren Deckshaus aufgestellt werden.

#### Flugabwehr
Die Flugabwehrbewaffnung sollte aus vier 5,5-cm-Flak Gerät 58 in Kaliberlänge 77 und zwölf 3-cm-Flak M44 mit Kaliberlänge 73 in sechs Doppellafetten M/44 bestehen.

#### Torpedos
Die geplante Torpedobewaffnung hätte aus zwei, um 360° schwenkbaren, Vierfachtorpedorohrsätzen im Kaliber 53,3 cm bestanden. Diese hätten sich in Bootsmittellinie, je ein Satz hinter dem vorderen bzw. achteren Schornstein, befunden und Torpedos des Typs G7a verschossen. Die Mitnahme von acht Reservetorpedos war vorgesehen.

#### Sonstiges
Des Weiteren gehörten zu geplanten Bewaffnung Wasserbomben-Werfer, Wasserbomben-Einzellager und es hätten Schienen auf dem Achterdeck für das Legen von bis zu 100 Seeminen eingerüstet werden können. Zur Eigensicherung gegen Minen wären Räumotter mitgeführt worden.

### Beiboote
Als Beiboote waren vier Fahrzeuge (wahrscheinlich Motorjolle, Kutter und Dingi) vorgesehen.

## Besatzung
Es war eine Besatzung von 12 Offizieren und 350 Unteroffizieren/Mannschaften (362 Mann) vorgesehen. Üblicherweise befehligte ein Stabsoffizier im Rang eines Korvettenkapitäns einen Zerstörer der Kriegsmarine.

## Bemerkungen
1. ↑  Koop/Schmolke geben drei Werte (37,0, 39,5 und 42,5 kn) an.

1. ↑  Koop/Schmolke geben an, das alle deutschen Zerstörer Wasserbombenwerfer und Wasserbomben mitführten.